# Madapura, Arsikere
Madapura là một làng thuộc tehsil Arsikere, huyện Hassan, bang Karnataka, Ấn Độ.